# ميلو أوشيا (ممثل)
ميلو أوشيا (بالإنجليزية: Milo O'Shea)‏ هو ممثل أمريكي وأيرلندي، ولد في 2 يونيو 1926 بدبلن في جمهورية أيرلندا، وتوفي في 2 أبريل 2013 بمانهاتن في الولايات المتحدة.

## أعمال

### أفلام
- (1968) روميو وجولييت
- (1982) الحكم[7]

## ترشيحات
- جائزة توني لأفضل ممثل في مسرحية [الإنجليزية]‏ (1968)
- جائزة توني لأفضل ممثل في مسرحية [الإنجليزية]‏ (1982)

## وصلات خارجية
- ميلو أوشيا على موقع IMDb (الإنجليزية)
- ميلو أوشيا على موقع روتن توميتوز (الإنجليزية)
- ميلو أوشيا على موقع ألو سيني (الفرنسية)
- ميلو أوشيا على موقع ميوزك برينز (الإنجليزية)
- ميلو أوشيا على موقع أول موفي (الإنجليزية)
- ميلو أوشيا على موقع قاعدة بيانات برودواي على الإنترنت (الإنجليزية)
- ميلو أوشيا على موقع قاعدة بيانات الأفلام السويدية (السويدية)
- ميلو أوشيا على موقع إن إن دي بي (الإنجليزية)
- ميلو أوشيا على موقع قاعدة بيانات الفيلم (الإنجليزية)
- ميلو أوشيا على موقع كينوبويسك (الروسية)